# Faik Samet Güneş
Faik Samet Güneş (ur. 27 maja 1993 w Tokat) – turecki siatkarz, grający na pozycji środkowego. 

## Sukcesy klubowe
Mistrzostwo Turcji:
- 2016, 2017[4], 2018, 2022[5], 2023[6], 2025[7]
- 2013, 2015
- 2012, 2024[8]

Puchar Turcji:
- 2013, 2015, 2018

Puchar CEV:
- 2013, 2025[9]

Superpuchar Turcji:
- 2014[10], 2015, 2018, 2021, 2022[11], 2023[12]

## Sukcesy reprezentacyjne
Mistrzostwa Świata U-23:
- 2015

Liga Europejska:
- 2023[13]
- 2022[14]

## Nagrody indywidualne
- 2015: Najlepszy środkowy Mistrzostw Świata U-23
- 2017: Nagroda specjalna “Paidar Demir” w finale tureckiej Aroma 1. Lig w sezonie 2016/2017